# Хорупань
Хорупань (укр. Хорупань) — село в Бокиймовской сельской общине Дубенского района Ровненской области Украины.
До 2020 года входило в Млиновский район.
Население по переписи 2001 года составляло 801 человек. 